# Elezioni parlamentari in Germania del luglio 1932
Le elezioni parlamentari tedesche del luglio del 1932 furono le settime consultazioni politiche nazionali della Repubblica di Weimar e si tennero il 31 luglio. Quando si conclusero, partirono i preparativi per l'inizio della sesta legislatura del Reichstag.

## Principali avvenimenti
La Grande depressione, partita dagli Stati Uniti nel 1929 e velocemente propagatasi in tutta Europa, aveva manifestato tutti i suoi nefasti effetti prorompenti in Germania, la nazione occidentale che più dipendeva dai finanziamenti stranieri: tra il 1929 ed il 1932 la disoccupazione era passata dall'8.5% a quasi il 30%, mentre durante lo stesso periodo la produzione industriale tedesca era calata del 42%.
La coalizione di governo che includeva i partiti leali alla repubblica (ossia quello socialdemocratico, quello cattolico e quelli liberali) era fortemente divisa. Uscita indebolita dalle consultazioni del 1930, essa era riuscita solamente a formare un esecutivo di minoranza guidato da Heinrich Brüning del Centro Cattolico, il quale sopperiva alla mancanza di una stabile maggioranza ricorrendo spesso a speciali decreti di emergenza. Le elezioni del 1932 misero ancora più in crisi i movimenti filo-repubblicani e portarono alla ribalta il Partito Nazista di Adolf Hitler. La politica di Brüning non aveva assolutamente migliorato la situazione economica e inoltre aveva fortemente indebolito e delegittimato il sistema parlamentare.
Alle elezioni presidenziali del marzo 1932 solo una coalizione molto ampia, che includeva clamorosamente anche l'SPD, consentì al feldmaresciallo reazionario Paul von Hindenburg di vincere le consultazioni: nonostante la presenza fra i candidati di un eroe nazionale e del forte rappresentante comunista Ernst Thälmann, Hitler riuscì a prendere il 30,2% dei voti al primo turno e il 36,7% al ballottaggio (che però, nella circostanza, venne affrontato non da due ma da ben tre candidati: Hitler, Hindenburg e Thälmann): ciò era un chiaro segnale di come stesse cambiando il vento politico nel paese.
In conseguenza di ciò, il presidente del Reich Hindenburg spostò la sua azione ancora più a destra e nel maggio 1932 decise di sostituire Brüning con Franz von Papen, ex militante dello Zentrum, che formò un gabinetto tecnico e a-partitico dispregiativamente denominato "governo dei baroni". La natura inusuale dell'esecutivo portò alla caduta dello stesso già tre giorni dopo la sua formazione: fu così che si decise di sciogliere il Parlamento e indire nuove elezioni per il 31 luglio.
La campagna elettorale si svolse all'insegna della violenza: von Papen revocò il bando alle SA (che Brüning aveva indetto pochi giorni prima di concludere la sua esperienza amministrativa) e le squadre naziste iniziarono una serie di atti intimidatori, spesso sfociati in fatti di sangue, nei confronti delle organizzazioni comuniste. Gli scontri NSDAP-KPD focalizzarono l'attenzione degli elettori e permisero a entrambi i partiti cospicui miglioramenti: tutto ciò però al prezzo, per quanto concerne il partito di Thälmann, di un numero alto di vittime.
Le elezioni ebbero un'affluenza del 70,84% e portarono grandi benefici al Partito Nazista, che con i suoi 230 seggi divenne per la prima volta il più grande partito in Parlamento. Tuttavia, gli hitleriani non avevano i numeri per formare la maggioranza e sia il presidente Hindenburg sia gli altri gruppi parlamentari si rifiutarono di cooperare con loro. Quindi il governo di minoranza guidato da Franz von Papen proseguì la sua esistenza, con l'obbligo però di fissare nuove elezioni in novembre.

## Risultati
| Liste                                                     | Voti percentuali (cambio) | Voti percentuali (cambio) | Seggi (cambio) | Seggi (cambio) |
| --------------------------------------------------------- | ------------------------- | ------------------------- | -------------- | -------------- |
| Partito Nazionalsocialista Tedesco dei Lavoratori (NSDAP) | 37.8%                     | +19.0%                    | 230            | +123           |
| Partito Socialdemocratico di Germania (SPD)               | 21.9%                     | -2.9%                     | 133            | -10            |
| Partito Comunista di Germania (KPD)                       | 14.6%                     | +1.2%                     | 89             | +12            |
| Partito di Centro Tedesco (DZP)                           | 12.3%                     | +0.6%                     | 75             | +7             |
| Partito Popolare Nazionale Tedesco (DNVP)                 | 6.1%                      | -1.1%                     | 37             | -4             |
| Partito Popolare Bavarese (BVP)                           | 3.6%                      | +0.2%                     | 22             | +3             |
| Partito Popolare Tedesco (DVP)                            | 1.2%                      | -3.3%                     | 7              | -23            |
| Partito dello Stato Tedesco (DStP)                        | 0.7%                      | -2.8%                     | 4              | -16            |
| Cristiano-Sociali al Servizio del Popolo (CSVD)           | 0.5%                      | -1.5%                     | 3              | -11            |
| Partito della Classe Media Tedesca (WP)                   | 0.3%                      | -3.5%                     | 2              | -21            |
| Partito dei Contadini Tedeschi (DBP)                      | 0.3%                      | -0.6%                     | 2              | -4             |
| Lega Agricola                                             | 0.3%                      | -0.3%                     | 2              | -1             |
| Partito Cristiano-Nazionale dei Contadini e dei Rurali    | 0.2%                      | -2.8%                     | 1              | -18            |
| Partito del Popolo di Destra                              | 0.2%                      | -0.7%                     | 1              | +1             |
| Altri                                                     | 0.0%                      | -0.3%                     | 0              | +/-0           |
| Totale                                                    | 100.0%                    |                           | 608            | +38            |